# Giraliarella
Giraliarella es un género de foraminífero bentónico de la subfamilia Hippocrepininae, de la familia Hyperamminoididae, de la superfamilia Hippocrepinoidea, del suborden Hippocrepinina y del orden Astrorhizida. Su especie tipo es Giraliarella angulata. Su rango cronoestratigráfico abarca el Pérmico.

## Discusión
Clasificaciones previas incluían Giraliarella en la familia Hyperamminoididae, así como en el suborden Textulariina del orden Textulariida.

## Clasificación
Giraliarella incluye a las siguientes especies:
- Giraliarella angulata †
- Giraliarella triloba †